# Imbrius
Imbrius är ett släkte av skalbaggar som ingår i familjen långhorningar.

## Artlista[1]
- Imbrius acutipennis
- Imbrius allardi
- Imbrius diehli
- Imbrius ephebus
- Imbrius geminatus
- Imbrius imitator
- Imbrius lineatus
- Imbrius micaceus
- Imbrius simulator
- Imbrius subargenteus